# Darbhanga
Darbhanga (Hindi दरभंगा) ist eine Stadt im indischen Bundesstaat Bihar.
Darbhanga befindet sich in der nordindischen Ebene 70 km nördlich des Ganges und 50 km von der  nepalesischen Grenze entfernt. Die Stadt bildet den Verwaltungssitz des gleichnamigen Distrikts. Darbhanga liegt 100 km nordöstlich von Patna. Darbhanga ist eine Municipal Corporation (Nagar Nigam). Die Stadt ist in 48 Wards gegliedert. Beim Zensus 2011 betrug die Einwohnerzahl knapp 300.000.
Die nationale Fernstraße NH 27 verbindet Darbhanga mit dem 50 km weiter westlich gelegenen Muzaffarpur.

## Söhne und Töchter der Stadt
- Satya Narayan Sinha (1900–1983), Politiker
- Aishwarya Sushmita (* 1994), Schauspielerin und Model